# Герб Барбадосу
Герб Барбадосу — один з державних символів Барбадосу.
На щиті зображено дерево — бородатий фікус. Повітряні корені цих дерев разом з гілками, які спускаються до землі, спонукали першовідкривачів острова іспанців назвати їх «барбудос» (бородатими). Згодом ця назва в дещо зміненому вигляді поширилося і на сам острів.
Різноманітну тропічну рослинність країни представляють на гербі також дві місцеві орхідеї, відомі під назвою «Червона гордість Барбадоса». Тваринний світ острова і води, що його омивають символізуюють щитотримачі — велика корифена та бурий пелікан. Лицарський шолом над щитом традиційний для геральдики колишніх британських володінь.
Вінок має жовто-червоне забарвлення, що відповідає кольорам гербового щита і орхідей на ньому. Увінчується герб рукою, що тримає два стебла цукрової тростини. Вирощування цукрової тростини протягом століть є основою монокультурної економіки Барбадосу. Девіз у перекладі з англійської мови означає «Гордість і працьовитість».